# 근방추

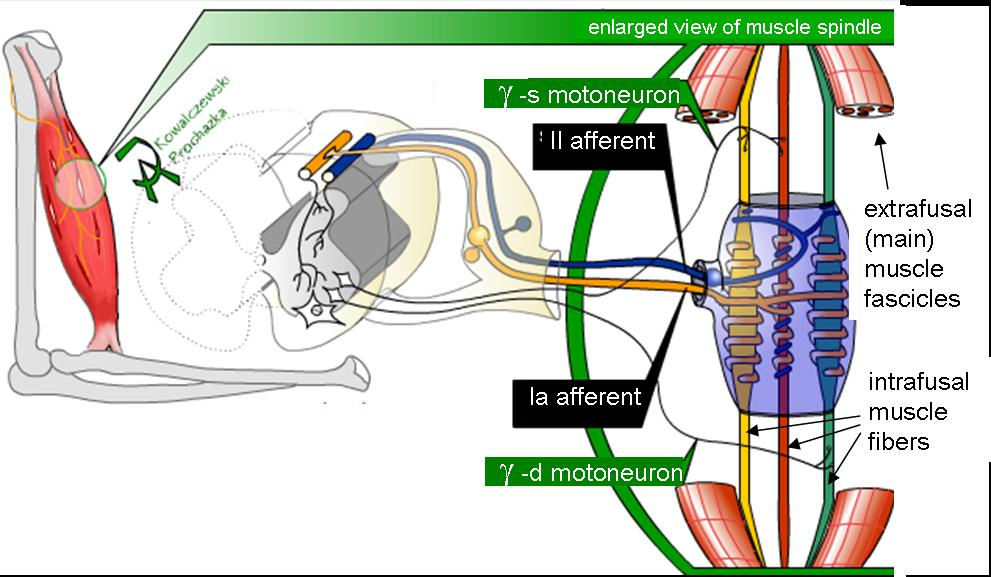

근방추(muscle spindle) 또는 근육방추는 주로 근육 길이의 변화와 길이 변화의 속도를 감지하는 골격근 몸통 내의 신장 수용체이다. 근방추는 구심성 신경 섬유를 통해 중추신경계에 길이 정보를 전달하며 이 정보는 뇌에서 고유수용성감각으로 처리된다. 또한 근육 수축 조절에 중요한 역할을 하는데, 근육의 길이 변화에 근방추가 반응하여 근육의 수축을 활성화한다.

## 구성 요소
근방추에는 감각 및 운동 구성 요소가 모두 있다.
- 방추 내 근섬유 주위를 나선형으로 도는 일차 유형 Ia 감각 섬유와 이차 유형 II 감각 섬유에 의해 전달되는 감각 정보
- 최대 12개의 감마 운동 뉴런과 한두개의 베타 운동 뉴런에 의한 방추 내 근섬유의 활성화

## 구조
근방추는 골격근의 힘살(belly, 근복) 안, 즉 근육 안에 근섬유와 평행하게 위치한다. 근방추는 방추형이며 근방추를 구성하는 특수 섬유를 방추속 근육 섬유라고 한다. 방추 외부의 규칙적인 근섬유를 방추밖 근육 섬유라고 한다. 근방추에는 결합 조직의 캡슐이 있으며, 연속적으로 배열되어 있는 골지힘줄기관과 달리 방추밖 근육 섬유와 평행하게 뻗어 있다.

## 같이 보기
- 골지힘줄기관 (힘줄방추, 건방추)